# Altpreußisches Garnisonregiment No. XI (1756)
Das Garnisonbataillon Nr. XI war ein Infanterieverband der preußischen Armee mit Stationierungsort Heiligenbeil in Ostpreußen.

## Geschichte
Im Jahr 1743 wechselte der damalige königlich polnische Oberstleutnant von Puttkamer in preußische Dienste. Er warb für dieses Garnisonbataillon Leute aus Polen und dem Reich. Damit konnten 10 Musketier– und zwei Grenadierkompanien errichtet, ergänzt wurde dieses durch hundert Mann die vom König aus Holsteinischen Diensten übernommen wurden. Die Grenadierkompanien wurden bereits 1745 auf Feld-Etat gesetzt und kamen zum stehenden Grenadier Bataillon Nr. 4.
Während des Siebenjährigen Krieges wurde das Regiment um zehn Kompanien auf vier Bataillone aufgestockt. Es kämpfte bei Groß Jägersdorf. Am 22. Juli 1759 konnte es sich bei Freiburg in Schlesien unter Major Johann von Franklin auszeichnen. 150 Mann und 40 Husaren wurde bei Freiburg von 1000 Österreichern angegriffen. Das vierte Bataillon kämpfte bei Landeshut mit Auszeichnung. Nach dem Ende des Krieges im Jahr 1763 wurde ein Bataillon wieder aufgelöst. Auch im Bayerischen Erbfolgekrieg von 1778 konnten 100 Mann erfolgreich eine Redoute gegen die Österreicher verteidigen. Aber 1787 wurden begonnen die Garnisonsbataillone aufzulösen, vier Kompanien dienten zur Formation des Füsilier-Bataillons Nr. 11 (1806 von Bergen, erste ostpreußische Brigade, wurde 1807 zum Stamm des 1. Infanterieregiments). Bei der Auflösung 1788 kamen jeweils drei Kompanie als Depotbataillon in die Infanterieregimenter Nr. 4, 51, 52, 54 und 55. Eine Kompanie kam noch als Besatzung in das Fort Lyck im Spirdingsee.

## Chefs
- 1743–1748 Oberst von Puttkamer
- 1748–1760 Oberst von Manteuffel
- 1760–1769 Oberst von Mellin
- 1769–1782 Generalmajor von Ingersleben
- 1782–1788 Oberst von Bernhauer